# Kotesan
Kotesan is een bestuurslaag in het regentschap Klaten van de provincie Midden-Java, Indonesië. Kotesan telt 2017 inwoners (volkstelling 2010).